# Anna Tomczyk (urzędniczka)
Anna Tomczyk (ur. 1970) – polska prawniczka, inspektor pracy i urzędniczka państwowa, od 2011 do 2012 Główna Inspektor Pracy.

## Życiorys
Absolwentka Wydziału Prawa i Administracji Uniwersytetu Warszawskiego oraz Wydziału Prawa w Wyższej Szkole Zarządzania i Prawa im. Heleny Chodkowskiej. Od 1995 zatrudniona w Państwowej Inspekcji Pracy jako pracowniczka Departamentu Prawnego Głównego Inspektoratu Pracy. Pełniła funkcję wicedyrektorki i dyrektorki Departamentu Prawnego Głównego Inspektoratu Pracy oraz Zastępczyni Głównego Inspektora Pracy ds. Prewencji. Od 2011 do maja 2012 Główna Inspektor Pracy.